# 埃爾蘇利亞
埃爾蘇利亞（西班牙語：El Zulia）是哥倫比亞的城鎮，位於該國東北部，由北桑坦德省負責管轄，距離首府庫庫塔14公里，屬庫庫塔都會區的一部分。始建於1750年12月14日，面積528平方公里，海拔高度223米，2005年人口20,247。

## 外部連結
- （西班牙文） Government of Norte de Santander - El Zulia

7°56′N 72°36′W / 7.933°N 72.600°W